# Чемпіонат світу з футболу 2022 (кваліфікаційний раунд, УЄФА, група B)
Група B кваліфікації УЄФА Чемпіонату світу з футболу 2022 — одна з 10 груп УЄФА у  кваліфікації Чемпіонату світу для визначення команд, які пройдуть до Чемпіонату світу 2022 Катарі. Група B складається з 5 команд: Греція, Грузія, Іспанія, Косово та Швеція. Команди зіграють одна з одною вдома та на виїзді за круговою системою.
Переможець групи потрапить напряму до Чемпіонату світу, а 2-е місце пройде до другого раунду (плей-оф).

## Турнірна таблиця
| Поз | Команда | І | В | Н | П | ГЗ | ГП | РГ  | О  | Кваліфікація                          |     | Іспанія | Швеція | Греція | Грузія | Республіка Косово |
| --- | ------- | - | - | - | - | -- | -- | --- | -- | ------------------------------------- | --- | ------- | ------ | ------ | ------ | ----------------- |
| 1   | Іспанія | 8 | 6 | 1 | 1 | 15 | 5  | +10 | 19 | Кваліфікація до Чемпіонату світу 2022 |     | —       | 1:0    | 1:1    | 4:0    | 3:1               |
| 2   | Швеція  | 8 | 5 | 0 | 3 | 12 | 6  | +6  | 15 | Проходять до плей-оф                  |     | 2:1     | —      | 2:0    | 1:0    | 3:0               |
| 3   | Греція  | 8 | 2 | 4 | 2 | 8  | 8  | 0   | 10 |                                       |     | 0:1     | 2:1    | —      | 1:1    | 1:1               |
| 4   | Грузія  | 8 | 2 | 1 | 5 | 6  | 12 | −6  | 7  |                                       | 1:2 | 2:0     | 0:2    | —      | 0:1    |                   |
| 5   | Косово  | 8 | 1 | 2 | 5 | 5  | 15 | −10 | 5  |                                       | 0:2 | 0:3     | 1:1    | 1:2    | —      |                   |

## Матчі
Час вказано в EET/EEST (київський час) (місцевий час, якщо відрізняється, вказано в дужках).
| 25 березня 2021 21:45 (20:45 CET) |

| Швеція        | 1:0                             | Грузія |
| ------------- | ------------------------------- | ------ |
| - Классон 35' | Протокол (ФІФА) Протокол (УЄФА) |        |

| Френдз Арена, Сульна Арбітр: Бенуа Бастьєн, (Франція) |

| 25 березня 2021 21:45 (20:45 CET) |

| Іспанія      | 1:1                             | Греція                 |
| ------------ | ------------------------------- | ---------------------- |
| - Мората 33' | Протокол (ФІФА) Протокол (УЄФА) | - Бакасетас 57' (пен.) |

| Лос Карменес, Гранада Арбітр: Марко Гуїда, (Італія) |

| 28 березня 2021 19:00 (20:00 GET) |

| Грузія            | 1:2                             | Іспанія                           |
| ----------------- | ------------------------------- | --------------------------------- |
| - Кварацхелія 44' | Протокол (ФІФА) Протокол (УЄФА) | - Ферран Торрес 56' - Ольмо 90+2' |

| Динамо Арена ім. Бориса Пайчадзе, Тбілісі Арбітр: Раду Петреску, (Румунія) |

| 28 березня 2021 21:45 (20:45 CEST) |

| Косово | 0:3                             | Швеція                                                |
| ------ | ------------------------------- | ----------------------------------------------------- |
|        | Протокол (ФІФА) Протокол (УЄФА) | - Аугустінссон 12' - Ісак 35' - С. Ларссон 70' (пен.) |

| Фаділь Вокрі, Приштина Арбітр: Тамаш Богнар, (Угорщина) |

| 31 березня 2021 21:45 |

| Греція               | 1:1                             | Грузія            |
| -------------------- | ------------------------------- | ----------------- |
| - Какабадзе 76' (аг) | Протокол (ФІФА) Протокол (УЄФА) | - Кварацхелія 78' |

| Тумба, Салоніки Арбітр: Шимон Марциняк, (Польща) |

| 31 березня 2021 21:45 (20:45 CEST) |

| Іспанія                                            | 3:1                             | Косово       |
| -------------------------------------------------- | ------------------------------- | ------------ |
| - Ольмо 34' - Ферран Торрес 36' - Жерар Морено 75' | Протокол (ФІФА) Протокол (УЄФА) | - Халімі 70' |

| Олімпійський, Севілья Арбітр: Якоб Кехлет, (Данія) |

| 2 вересня 2021 19:00 (20:00 GET) |

| Грузія | 0:1                             | Косово       |
| ------ | ------------------------------- | ------------ |
|        | Протокол (ФІФА) Протокол (УЄФА) | - Мурікі 18' |

| Батумі, Батумі Арбітр: Микола Балакін, (Україна) |

| 2 вересня 2021 21:45 (20:45 CEST) |

| Швеція                  | 2:1                             | Іспанія    |
| ----------------------- | ------------------------------- | ---------- |
| - Ісак 6' - Классон 57' | Протокол (ФІФА) Протокол (УЄФА) | - Солер 5' |

| Френдз Арена, Сульна Арбітр: Ентоні Тейлор, (Англія) |

| 5 вересня 2021 21:45 (20:45 CEST) |

| Косово         | 1:1                             | Греція          |
| -------------- | ------------------------------- | --------------- |
| - Мурікі 90+2' | Протокол (ФІФА) Протокол (УЄФА) | - Дувікас 45+1' |

| Фаділь Вокрі, Приштина Арбітр: Франсуа Летексьє, (Франція) |

| 5 вересня 2021 21:45 (20:45 CEST) |

| Іспанія                                                 | 4:0                             | Грузія |
| ------------------------------------------------------- | ------------------------------- | ------ |
| - Гая 14' - Солер 25' - Ферран Торрес 41' - Сарабія 63' | Протокол (ФІФА) Протокол (УЄФА) |        |

| Нуево Віверо, Бадахос Арбітр: Тіагу Мартінш, (Португалія) |

| 8 вересня 2021 21:45 (20:45 CEST) |

| Косово | 0:2                             | Іспанія                            |
| ------ | ------------------------------- | ---------------------------------- |
|        | Протокол (ФІФА) Протокол (УЄФА) | - Форнальс 32' - Ферран Торрес 90' |

| Фаділь Вокрі, Приштина Арбітр: Боббі Медден, (Шотландія) |

| 8 вересня 2021 21:45 |

| Греція                         | 2:1                             | Швеція        |
| ------------------------------ | ------------------------------- | ------------- |
| - Бакасетас 62' - Павлідіс 78' | Протокол (ФІФА) Протокол (УЄФА) | - Квайсон 80' |

| Олімпійський, Афіни Арбітр: Сергій Карасьов, (Росія) |

| 9 жовтня 2021 19:00 (20:00 GET) |

| Грузія | 0:2                             | Греція                                |
| ------ | ------------------------------- | ------------------------------------- |
|        | Протокол (ФІФА) Протокол (УЄФА) | - Бакасетас 90' (пен.) - Пелкас 90+5' |

| Батумі, Батумі Арбітр: Донатас Румшас, (Литва) |

| 9 жовтня 2021 19:00 (18:00 CEST) |

| Швеція                                         | 3:0                             | Косово |
| ---------------------------------------------- | ------------------------------- | ------ |
| - Форсберг 29' (пен.) - Ісак 62' - Квайсон 79' | Протокол (ФІФА) Протокол (УЄФА) |        |

| Френдз Арена, Сульна Арбітр: Марко Ді Белло, (Італія) |

| 12 жовтня 2021 21:45 (20:45 CEST) |

| Швеція                           | 2:0                             | Греція |
| -------------------------------- | ------------------------------- | ------ |
| - Форсберг 59' (пен.) - Ісак 69' | Протокол (ФІФА) Протокол (УЄФА) |        |

| Френдз Арена, Сульна Арбітр: Тобіас Штілер, (Німеччина) |

| 12 жовтня 2021 21:45 (20:45 CEST) |

| Косово              | 1:2                             | Грузія                             |
| ------------------- | ------------------------------- | ---------------------------------- |
| - Мурікі 45' (пен.) | Протокол (ФІФА) Протокол (УЄФА) | - Окріашвілі 11' - Давіташвілі 82' |

| Фаділь Вокрі, Приштина Арбітр: Павел Рачковський, (Польща) |

| 11 листопада 2021 19:00 (21:00 GET) |

| Грузія                 | 2:0                             | Швеція |
| ---------------------- | ------------------------------- | ------ |
| - Кварацхелія 61', 77' | Протокол (ФІФА) Протокол (УЄФА) |        |

| Батумі, Батумі Арбітр: Сердар Гезюбююк, (Нідерланди) |

| 11 листопада 2021 21:45 |

| Греція | 0:1                             | Іспанія              |
| ------ | ------------------------------- | -------------------- |
|        | Протокол (ФІФА) Протокол (УЄФА) | - Сарабія 26' (пен.) |

| Олімпійський, Афіни Арбітр: Шимон Марциняк, (Польща) |

| 14 листопада 2021 21:45 |

| Греція        | 1:1                             | Косово         |
| ------------- | ------------------------------- | -------------- |
| - Масурас 44' | Протокол (ФІФА) Протокол (УЄФА) | - Ррахмані 76' |

| Олімпійський, Афіни Арбітр: Олексій Кульбаков, (Білорусь) |

| 14 листопада 2021 21:45 (20:45 CET) |

| Іспанія      | 1:0                             | Швеція |
| ------------ | ------------------------------- | ------ |
| - Мората 86' | Протокол (ФІФА) Протокол (УЄФА) |        |

| Олімпійський, Севілья Арбітр: Фелікс Брих, (Німеччина) |

## Бомбардири
Протягом турніру було забито  46 голів у 20 матчах, з середнім показником 2.3 голів за матч.
4 голи
- Хвіча Кварацхелія
- Ферран Торрес
- Александр Ісак

3 голи
- Анастасіос Бакасетас
- Ведат Мурікі

2 голи
- Альваро Мората
- Дані Ольмо
- Пабло Сарабія
- Карлос Солер
- Робін Квайсон
- Віктор Классон
- Еміль Форсберг

1 гол
- Анастасіос Дувікас
- Йоргос Масурас
- Вангеліс Павлідіс
- Дімітриос Пелкас
- Зуріко Давіташвілі
- Торніке Окріашвілі
- Хосе Луїс Гая
- Жерар Морено
- Пабло Форнальс
- Бесар Халімі
- Амір Ррахмані
- Людвіг Аугустінссон
- Себастіан Ларссон

1 автогол
- Отар Какабадзе (проти Греції)

## Дисциплінарні покарання
Гравець автоматично пропускає наступний матч за наступні дисциплінарні порушення:
- Червона картка (відсторонення за червону картку може бути збільшене за серйозні порушення)
- 2 жовті картки у двох різних матчах (відсторонення за червону також поширюється і на плей-оф, але не на фінальний турнір чи і подальші міжнародні матчі)

Гравці відбули (чи відбудуть) наступні дисциплінарні покарання:
| Команда | Гравець              | Порушення                                                  | Відсторонено на матч(і)                                  |
| ------- | -------------------- | ---------------------------------------------------------- | -------------------------------------------------------- |
| Греція  | Пантеліс Хацидіакос  | пр. Словенії у Лізі Націй УЄФА 2020-21 (18 листопада 2020) | пр. Іспанії (25 березня 2021)                            |
| Греція  | Пантеліс Хацидіакос  | пр. Швеції (12 жовтня 2021)                                | пр. Іспанії (11 листопада 2021)                          |
| Греція  | Зека                 | пр. Іспанії (25 березня 2021) пр. Грузії (31 березня 2021) | пр. Косово (5 вересня 2021)                              |
| Греція  | Йоргос Якумакіс      | пр. Іспанії (25 березня 2021) пр. Грузії (31 березня 2021) | пр. Косово (5 вересня 2021)                              |
| Греція  | Йоргос Тзавелас      | пр. Косово (5 вересня 2021) пр. Грузії (9 жовтня 2021)     | пр. Швеції (12 жовтня 2021)                              |
| Греція  | Анастасіос Бакасетас | пр. Грузії (9 жовтня 2021) пр. Швеції (12 жовтня 2021)     | пр. Іспанії (11 листопада 2021)                          |
| Греція  | Маноліс Сіопіс       | пр. Грузії (9 жовтня 2021) пр. Іспанії (11 листопада 2021) | пр. Косово (14 листопада 2021)                           |
| Грузія  | Леван Шенгелія       | пр. Іспанії (28 березня 2021)                              | пр. Греції (31 березня 2021) пр. Косово (2 вересня 2021) |
| Грузія  | Гурам Кашія          | пр. Косово (2 вересня 2021) пр. Іспанії (5 вересня 2021)   | пр. Греції (9 жовтня 2021)                               |
| Грузія  | Грігол Чабрадзе      | пр. Косово (2 вересня 2021) пр. Іспанії (5 вересня 2021)   | пр. Греції (9 жовтня 2021)                               |
| Грузія  | Ґіорґі Абурджанія    | пр. Греції (31 березня 2021) пр. Греції (9 жовтня 2021)    | пр. Косово (12 жовтня 2021)                              |
| Грузія  | Джаба Канкава        | пр. Греції (31 березня 2021) пр. Греції (9 жовтня 2021)    | пр. Косово (12 жовтня 2021)                              |
| Грузія  | Лаша Двалі           | пр. Швеції (25 березня 2021) пр. Косово (12 жовтня 2021)   | пр. Швеції (11 листопада 2021)                           |
| Грузія  | Гурам Гіорбелідзе    | пр. Греції (9 жовтня 2021) пр. Косово (12 жовтня 2021)     | пр. Швеції (11 листопада 2021)                           |
| Косово  | Ібраїм Дрешевич      | пр. Молдови у Лізі Націй УЄФА 2020-21 (18 листопада 2020)  | пр. Швеції (28 березня 2021)                             |
| Косово  | Ібраїм Дрешевич      | пр. Швеції (9 жовтня 2021) пр. Грузії (12 жовтня 2021)     | пр. Греції (14 листопада 2021)                           |
| Косово  | Бернард Беріша       | пр. Швеції (28 березня 2021)                               | пр. Іспанії (31 березня 2021)                            |
| Косово  | Хекуран Крюезіу      | пр. Швеції (28 березня 2021) пр. Іспанії (31 березня 2021) | пр. Грузії (2 вересня 2021)                              |
| Косово  | Бесар Халімі         | пр. Швеції (28 березня 2021) пр. Греції (5 вересня 2021)   | пр. Іспанії (8 вересня 2021)                             |
| Косово  | Лірім Кастраті       | пр. Грузії (2 вересня 2021) пр. Греції (5 вересня 2021)    | пр. Іспанії (8 вересня 2021)                             |
| Косово  | Флоран Хадергьонай   | пр. Швеції (28 березня 2021) пр. Швеції (9 жовтня 2021)    | пр. Греції (14 листопада 2021)                           |
| Швеція  | Маркус Даніельсон    | пр. України на Євро 2020 (29 червня 2021)                  | пр. Іспанії (2 вересня 2021)                             |
| Швеція  | Деян Кулушевскі      | пр. Іспанії (2 вересня 2021) пр. Косово (9 жовтня 2021)    | пр. Греції (12 жовтня 2021)                              |
| Швеція  | Альбін Екдаль        | пр. Косово (9 жовтня 2021) пр. Греції (12 жовтня 2021)     | пр. Грузії (11 листопада 2021)                           |

## Позначки
1. ↑  EET (UTC+2) для матчів у березні та листопаді 2021, та EEST (UTC+3) для решти матчів.